# Katharinenstift (Stavenhagen)
Das Katharinenstift, historisch auch Catharinen-Stift, in Stavenhagen ist eine 1866 gegründete diakonische Einrichtung.

## Geschichte
Das Katharinenstift wurde 1866 von Großfürstin Katharina Michailowna Romanowa gegründet, der Frau von Herzog Georg zu Mecklenburg (1824–1876). Das Paar lebte im 16 km entfernten Schloss Remplin. Der ursprüngliche Zweck war, armen, elternlosen Kindern weiblichen Geschlechts, die sich bei der Aufnahme im Alter von 2 — 7 Jahren befinden müssen, nicht nur ein freundliches Obdach zu gewähren, sondern denselben auch eine eben so gute wie rationelle, Verpflegung, so wie eine treffliche, vom Geiste des Christenthums durchhauchte Erziehung angedeihen zu lassen und dieselben zu tüchtigen Dienstboten oder dergleichen vorzubilden.
Das Stift stand unter der Schirmherrschaft Katharinas und erhielt ihren Namen. Finanziert wurde es mit Hilfe von freiwilligen Beiträgen eines Vereins, der sich schnell bildete. Den Vorstand des Stiftes bildeten drei Damen, denen die äußere so wie auch die oberste innere Leitung oblag. 1882 waren dies Frau von Oertzen auf Kittendorf, Frau von Michael auf Groß Plasten und die Frau des Pastors Niederhöffer in Stavenhagen. Die eigentliche innere Leitung des Stiftes war zwei Schwestern des Stifts Salem bei Stettin anvertraut. Die geschäftlichen Angelegenheiten besorgte ein Rendant aus Stavenhagen. Mit Bekanntmachung vom 15. September 1868 wurden dem Stift vom Großherzog die Rechte einer Juristischen Person als frommer Körperschaft (pium corpus) verliehen.
1892 erhielt das Stift ein Legat von 4000 Mark aus dem Nachlass von Henry William Ferdinand Bolckow. Im selben Jahr stiftete Gräfin Plessen auf Ivenack einen Hausaltar.
In der Zeit des Nationalsozialismus wurde das Stift entchristlicht und der Nationalsozialistischen Volkswohlfahrt unterstellt.
Nach dem Zweiten Weltkrieg wurde der diakonische Charakter der Stiftung wiederhergestellt.
Heute ist das Katharinenstift ein Wohnheim für Frauen und Männer mit Behinderungen in Trägerschaft der Diakonie Mecklenburgische Seenplatte. Es bietet 30 Plätze in 12 Einzelzimmern und 9 Doppelzimmern auf drei Etagen des historischen Stiftsgebäudes.
Zum 150-jährigen Jubiläum zeigte das Fritz-Reuter-Literaturmuseum eine Sonderausstellung vom 20. Mai bis 13. August 2016 Großfürstin Katharina und das Katharinenstift. Am 19. August 2016 wurde das Jubiläum mit einem Festgottesdienst in der Stadtkirche Stavenhagen mit Landesbischof Andreas von Maltzahn gefeiert.